# Корейская каллиграфия
Корейская каллиграфия (кор. 서예) — это корейская традиция красивого письма на хангыле или ханче, то есть корейскими слоговыми буквами и китайскими иероглифами, соответственно. В хангыле появились округлые черты.

## История
Китайское письмо появилось в Корее уже во II или III веке, возможно, это связано с распространением буддизма. Восхищение культурой династии Тан, в том числе и китайской каллиграфией, возросло в период существования Объединённого Силла. Ким Сэн, живший в VIII веке признан наиболее ранним мастером корейской каллиграфии, создававшим работы, которые были сравнимы с работами китайского каллиграфа Ван Сичжи. Корейский поэт Чхве Чхивон был также известен как каллиграф, образец которого выгравирован на горе Хэундэ в Пусане.
Угловатый стиль мастеров эпохи ранней династии Тан — Юй Шинаня, Оуян Сюня и Янь Чжэньцина — сохранялся до XIV века до тех пор, пока не вошёл в моду более округлый стиль Чжао Мэнфу. В последующие годы корейская каллиграфия становилась всё более формалистической. В начале XIX века Kim Jeong-Hee совершил революцию в корейской каллиграфии, введя, так называемый, стиль jusa, вдохновлённый древнекитайским стилем лишу.
Во время японской оккупации Кореи с 1910-го по 1945-й год в каллиграфии использовались китайские иероглифы. Позже националистические настроения в Корее привели к популяризации родного алфавита хангыль, который преобладает и по сей день в работах современных каллиграфов.